# Пулитцеровская премия 1991 года
Пулитцеровская премия 1991 года вручалась за выдающиеся достижения в области литературы, журналистики, музыки и театра США. В 1991 году она была примечательна не только своими обычными номинациями, но особенно двумя в категории за лучший международный репортаж Pulitzer Prize for International Reporting и первой в истории научной книгой по биологии (Муравьи), удостоенной этой премии.

## Журналистика— Journalism awards
- «За служение обществу»:
  - Des Moines Register
- За выдающуюся подачу сенсационного материала (for Breaking News Reporting);
  - Miami Herald за их репортажи, представляющие местного лидера культа, его последователей, и их связи к нескольким убийствам.
- За выдающееся расследование (for Investigative Reporting);
  - Joseph T. Hallinan и Susan M. Headden из газеты Indianapolis Star, за их шокирующую серию о злоупотреблениях служебным медицинским положением в их штате.
- За международный репортаж (for International Reporting);
  - Серж Шмеман из газеты New York Times, за раскрытие темы объединения Германии.
- За международный репортаж (for International Reporting);
  - Caryle Murphy из газеты Washington Post, за её репортажи из оккупированного Кувейта.
- За новостную фотографию (for Breaking News Photography);
  - Greg Marinovich из агентства Associated Press, за серию фотографий сторонников Африканского национального Конгресса ЮАР, жестоко убивающих человека(мужчину), которого они считали зулусским шпионом.
- За художественную фотографию (for Feature Photography).
  - William Snyder из газеты The Dallas Morning News, за его фотографии больных и осиротевших детей, живущих в чудовищных условиях в Румынии.